# Aleksandr Szustow
Aleksandr Andriejewicz Szustow (ros. Александр Андреевич Шустов; ur. 29 czerwca 1984 w Karagandzie) – rosyjski lekkoatleta specjalizujący się w skoku wzwyż.
Złoty medalista uniwersjady oraz mistrz Europy. Dwukrotnie reprezentował Rosję podczas superligi drużynowych mistrzostw Europy. Zdobywał medale mistrzostw Rosji w różnych kategoriach wiekowych.

## Kariera
W 2005 roku zajął 12. miejsce w młodzieżowych mistrzostwach Europy. Złoty medalista uniwersjady w Bangkoku (2007). Czwarty zawodnik halowego czempionatu Starego Kontynentu (Turyn 2009). Wywalczył złoto w skoku wzwyż na mistrzostwach Europy w 2010. Po tym sukcesie zajął siódmą lokatę w plebiscycie European Athlete of the Year Trophy. Wywalczył brązowy medal halowego czempionatu Starego Kontynentu.
Rekordy życiowe: stadion – 2,36 m (23 lipca 2011, Czeboksary); hala – 2,34 m (5 marca 2011, Paryż).

## Osiągnięcia
| Rok  | Impreza                                 | Miejsce   | Pozycja           | Wynik |
| ---- | --------------------------------------- | --------- | ----------------- | ----- |
| 2005 | Młodzieżowe mistrzostwa Europy          | Erfurt    | 12. miejsce       | 2,15  |
| 2007 | Uniwersjada                             | Bangkok   | 1. miejsce        | 2,31  |
| 2009 | Halowe mistrzostwa Europy               | Turyn     | 4. miejsce        | 2,29  |
| 2009 | Superliga drużynowych mistrzostw Europy | Leiria    | 3. miejsce        | 2,31  |
| 2010 | Superliga drużynowych mistrzostw Europy | Bergen    | 1. miejsce        | 2,28  |
| 2010 | Mistrzostwa Europy                      | Barcelona | 1. miejsce        | 2,33  |
| 2011 | Halowe mistrzostwa Europy               | Paryż     | 3. miejsce        | 2,34  |
| 2011 | Mistrzostwa świata                      | Daegu     | 8. miejsce        | 2,29  |
| 2012 | Igrzyska olimpijskie                    | Londyn    | el. – 15. miejsce | 2,26  |
| 2013 | Mistrzostwa świata                      | Moskwa    | 7. miejsce        | 2,32  |
| 2015 | Halowe mistrzostwa Europy               | Praga     | 4. miejsce        | 2,28  |